# Avtandil Džorbenadze
Avtandil Džorbenadze (gruzínsky ავთანდილ ჯორბენაძე; 23. února 1951 – 17. května 2024) byl gruzínský politik a bývalý státní ministr.

## Biografie
Před vstupem do politiky pracoval Džorbenadze jako lékař. Vzdělání získal na Gruzínské lékařské fakultě v Tbilisi, kde v roce 1974 promoval. Od roku 1976 až 1978 působil v rámci povinné vojenské služby jako vojenský lékař, kde dosáhl hodnosti poručíka. V roce 1991 si vzdělání doplnil na Lékařském institutu v Moskvě, kde získal další doktorát.

### Politické angažmá
Pak se v roce 1992 stal náměstkem gruzínského ministra zdravotnictví. Funkci brzy opustil, ale zakrátko se do vlády vrátil, když byl jmenován ministrem zdravotnictví. V roce 1999 dostal ve vládě na starost ministerstvo sociálního zabezpečení a o rok později se stal ministrem práce ve vládě Giorgiho Arsenišviliho. Po pádu Arsenišviliho vlády byl Džorbenadze nominován do funkce státního ministra (premiéra). Tu vykonával od 21. prosince 2001 do 27. listopadu 2003, dokud byl prezidentem Eduard Ševardnadze. Během Růžové revoluce podal na svou funkci demisi a prohlásil v tisku: „Nejsem člověkem, který mění své zásady a hodnoty. Mám svůj názor na to, co se stalo, a proto jsem se rozhodl rezignovat.“ Vzápětí založil po novém roce 15. ledna novou politickou stranu, kterou představil na tiskové konferenci.
Avšak po uklidnění vášní našel s novou Saakašviliho vládou společnou řeč a působil v roce 2009 jako ministr zdravotnictví. V roce 2011 se stal předsedou dozorčí rady pro Čapidzeho urgentního kardiologického centra v Tbilisi.

## Osobní život
Na začátku 70. let se oženil s Nino Vepchvadzeovou, s níž měl dvě dcery.